# Боднатх
Бодна́тх (в разных транслитерациях Боудданатх, Боддинат, Боуда и т. п.) — буддийский храмовый комплекс на северо-востоке Катманду в Непале, расположенный в одноимённом районе города.

## Описание
В центре комплекса находится большая буддийская ступа, вокруг которой расположены десятки тибетских монастырей разных школ и направлений.
Боднатх считается основным центром тибетского буддизма в Непале. Ступа построена в VI веке, и часто упоминается в исторических документах. Через Боднатх лежал путь из Тибета в Индию, и здесь останавливались многие паломники.
Ступа представляет собой пространственную мандалу, основание символизирует землю, полусферический свод — воду, шпиль из 13 ступенек (по числу шагов к Нирване) — огонь, зонтик — воздух, а венчающий всё бельведер — небо.
Ступа спускается сверху вниз террасами, на каждой из которых стоят также маленькие ступы. Ступа окружена оградой, на которой по всей окружности расположены молитвенные барабаны. Таким образом, ступу можно обходить как вокруг ограды, вращая барабаны, так и по террасам каждого уровня. С верхнего яруса идут грубые ступени, обрывающиеся за несколько метров над террасой — по этим ступеням спускается дух.
Вокруг ступы по кругу идут четырёхэтажные дома с магазинами, сувенирными лавками и ресторанами.
В известном фильме режиссёра Бернардо Бертолуччи «Маленький Будда» одна из центральных сцен происходит у ступы Боднатх.

## Галерея
- Основание
- Глаза
- Ступа Боднатх
- Тибетские беженцы около ступы Боднатх
- Непальский монах